# Palaífyto
Palaífyto är en ort i Grekland.   Den ligger i prefekturen Nomós Péllis och regionen Mellersta Makedonien, i den norra delen av landet, 300 km norr om huvudstaden Aten. Palaífyto ligger 16 meter över havet och antalet invånare är 1 475.
Terrängen runt Palaífyto är huvudsakligen platt, men norrut är den kuperad. Terrängen runt Palaífyto sluttar söderut. Runt Palaífyto är det ganska tätbefolkat, med 120 invånare per kvadratkilometer. Närmaste större samhälle är Giannitsá, 11,3 km öster om Palaífyto. Trakten runt Palaífyto består till största delen av jordbruksmark.